# Cantone di Lourdes-1
Il Cantone di Lourdes-1 è una divisione amministrativa dell'arrondissement di Argelès-Gazost.
È stato costituito a seguito della riforma approvata con decreto del 25 febbraio 2014, che ha avuto attuazione dopo le elezioni dipartimentali del 2015, riunendo i cantoni soppressi di Lourdes-Ouest e di Saint-Pé-de-Bigorre.

## Composizione
Comprende parte della città di Lourdes e i comuni di:
- Aspin-en-Lavedan
- Barlest
- Bartrès
- Loubajac
- Omex
- Ossen
- Peyrouse
- Poueyferré
- Saint-Pé-de-Bigorre
- Ségus
- Viger